# Fontiers-Cabardès
 Fontiers-Cabardès  es una población y comuna francesa, en la región de Languedoc-Rosellón, departamento de Aude, en el distrito de Carcasona y cantón de Saissac.

## Demografía
| 305 | 205 | 245 | 307 | 306 | 324 |
| Para los censos de 1962 a 1999 la población legal corresponde a la población sin duplicidades (Fuente: INSEE [Consultar]) |     |     |     |     |     |